# Skołatowo
Skołatowo – wieś w Polsce położona w województwie mazowieckim, w powiecie płońskim, w gminie Dzierzążnia. Leży nad Płonką.
Wieś wchodzi w skład sołectwa Pluskocin.
W latach 1975–1998 miejscowość administracyjnie należała do województwa ciechanowskiego.
We wsi znajduje się parafia św. Achacjusza w Skołatowie.